# Copa Pan-Americana de Voleibol Feminino Sub-20 de 2013

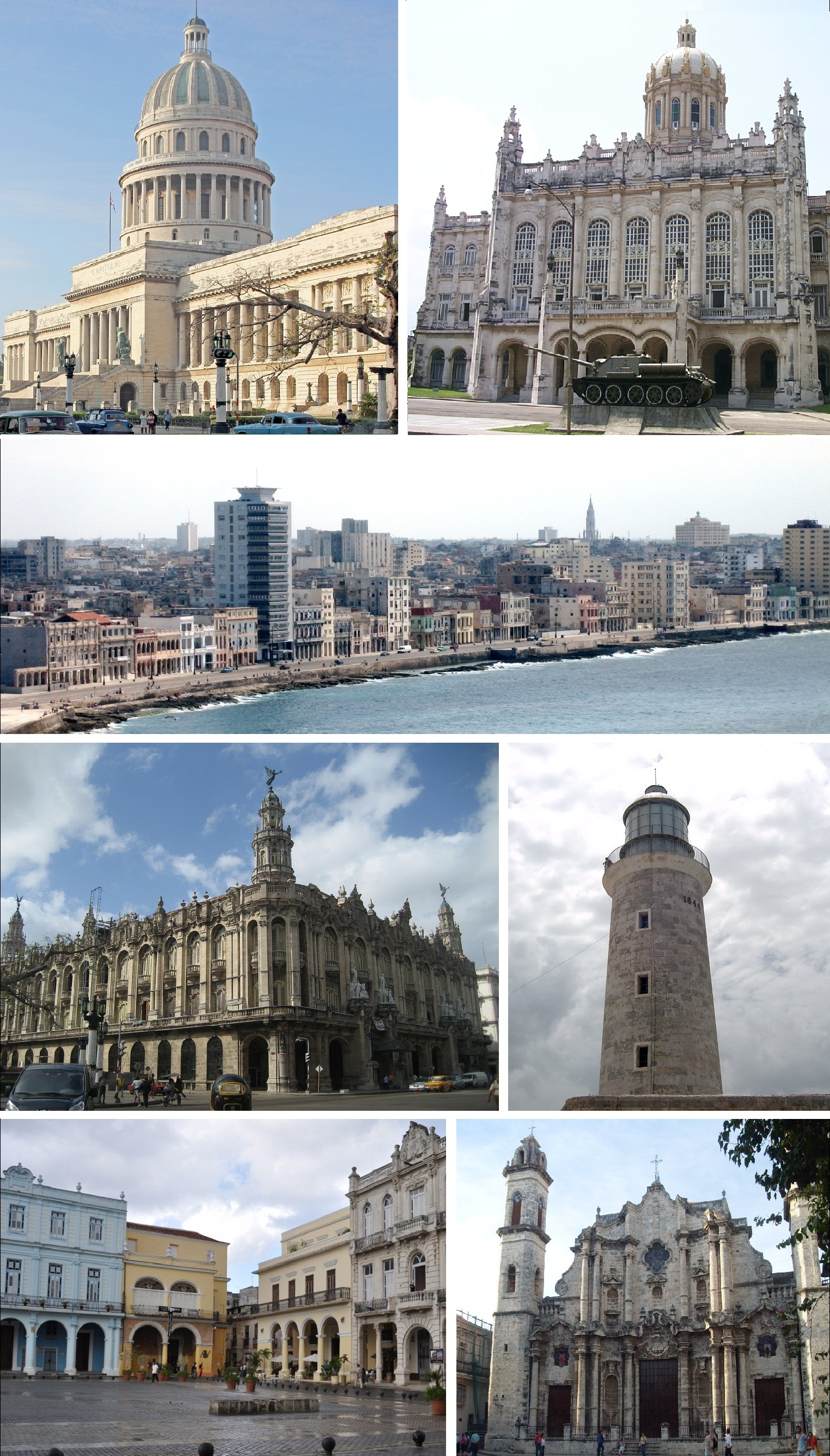
Copa Pan-Americana de Voleibol Feminino Sub-20 de 2013

A II Copa Pan-Americana de Voleibol Feminino Sub-20 se realizou de 18 a 23 de março de 2013, em Havana. O torneio contou com a participação de 8 seleções: 5 da NORCECA e 3 da CSV; Brasil e Estados Unidos desistiram de participar do torneio.

## Classificação
| Confederação | Seleções                                                        |
| ------------ | --------------------------------------------------------------- |
| CSV          | Peru · Colômbia · Chile                                         |
| NORCECA      | República Dominicana · México · Costa Rica · Cuba1 · Porto Rico |

- 1 Classificado diretamente como o país anfitrião.

## Equipes Participantes
- Do grupo "A" todos os classificados para o Campeonato Mundial de Voleibol Feminino Sub-20 de 2013
- Do grupo "B" competirão em busca da última vaga das América para o Campeonato Mundial de Voleibol Feminino Sub-20 de 2013

Os dois melhores do grupo A classificaram-se diretamente às semi-finais. Nas quartas-de-final enfrentaram-se os outros representantes do grupo A contra os dois melhores colocados do grupo B. A seleção de Porto Rico garantiu a vaga no Mundial Sub-20 de 2013 por ter sido a melhor equipe colocada do grupo B na fase classificatória.
| Grupo A              | Grupo B    |
| -------------------- | ---------- |
| República Dominicana | Cuba       |
| Peru                 | Chile      |
| Colômbia             | Costa Rica |
| México               | Porto Rico |

## Primeira Fase

### Grupo A

#### Resultados
| Data     |                      | Resultado |          | Set   | Set   | Set   | Set   | Set | Puntuação Total |
| Data     | 1                    | Resultado | 2        | 3     | 4     | 5     |       |     | Puntuação Total |
| -------- | -------------------- | --------- | -------- | ----- | ----- | ----- | ----- | --- | --------------- |
| 18-03-13 | Colombia             | 0 - 3     | México   | 22-25 | 20-25 | 28-30 |       |     | 70-80           |
| 18-03-13 | República Dominicana | 3 - 0     | Peru     | 25-20 | 25-16 | 25-13 |       |     | 75-49           |
| 19-03-13 | Peru                 | 1 - 3     | Colômbia | 22-25 | 22-25 | 25-22 | 21-25 |     | 90-97           |
| 19-03-13 | República Dominicana | 1 - 3     | México   | 25-19 | 21-25 | 21-25 | 15-25 |     | 82-94           |
| 20-03-13 | República Dominicana | 3 - 1     | Colômbia | 25-10 | 20-25 | 25-17 | 25-23 |     | 95-75           |
| 20-03-13 | Peru                 | 0 - 3     | México   | 18-25 | 12-25 | 26-28 |       |     | 56-78           |

#### Classificação
| Pos. | Equipe               | PJ | PG | PP | SG | SP | PTS |
| ---- | -------------------- | -- | -- | -- | -- | -- | --- |
| 1    | México               | 3  | 3  | 0  | 9  | 1  | 14  |
| 2    | República Dominicana | 3  | 2  | 1  | 7  | 4  | 10  |
| 3    | Colômbia             | 3  | 1  | 2  | 4  | 7  | 4   |
| 4    | Peru                 | 3  | 0  | 3  | 1  | 9  | 1   |

### Grupo B

#### Resultados
| Data     |            | Resultado |            | Set   | Set   | Set   | Set   | Set   | Puntuação Total |
| Data     | 1          | Resultado | 2          | 3     | 4     | 5     |       |       | Puntuação Total |
| -------- | ---------- | --------- | ---------- | ----- | ----- | ----- | ----- | ----- | --------------- |
| 18-03-13 | Chile      | 2 - 3     | Porto Rico | 25-21 | 26-24 | 21-25 | 16-25 | 13-15 | 101-110         |
| 18-03-13 | Cuba       | 3 - 0     | Costa Rica | 25-14 | 25-13 | 25-19 |       |       | 75-46           |
| 19-03-13 | Porto Rico | 3 - 0     | Costa Rica | 25-9  | 25-5  | 25-11 |       |       | 75-25           |
| 19-03-13 | Cuba       | 3 - 0     | Chile      | 25-20 | 25-20 | 25-22 |       |       | 75-62           |
| 20-03-13 | Chile      | 3 - 0     | Costa Rica | 25-15 | 25-16 | 25-12 |       |       | 75-43           |
| 20-03-13 | Cuba       | 0 - 3     | Porto Rico | 23-25 | 19-25 | 18-25 |       |       | 60-75           |

#### Classificação
| Pos. | Equipe     | PJ | PG | PP | SF | SC | PTS |
| ---- | ---------- | -- | -- | -- | -- | -- | --- |
| 1    | Porto Rico | 3  | 3  | 0  | 9  | 2  | 13  |
| 2    | Cuba       | 3  | 2  | 1  | 6  | 3  | 10  |
| 3    | Chile      | 3  | 1  | 2  | 5  | 6  | 7   |
| 4    | Costa Rica | 3  | 0  | 3  | 0  | 9  | 0   |

## Fase Final
|  | Semifinais      | Semifinais      |   |             | Final          | Final |  |
|  |                 |                 |   |             |                |       |  |
|  | 22 de março     |                 |   |             |                |       |  |
|  | Rep. Dominicana | 3               |   |             |                |       |  |
|  | Colômbia        | 1               |   |             |                |       |  |
|  |                 |                 |   |             |                |       |  |
|  |                 |                 |   |             | 23 de março    |       |  |
|  |                 |                 |   |             | México         | 3     |  |
|  |                 | Rep. Dominicana | 1 |             |                |       |  |
|  |                 |                 |   |             |                |       |  |
|  |                 |                 |   |             |                |       |  |
|  |                 |                 |   |             | Terceiro lugar |       |  |
|  | 22 de março     | 22 de março     |   | 23 de março | 23 de março    |       |  |
|  | México          | 3               |   | Peru        | 0              |       |  |
|  | Peru            | 1               |   |             | Colômbia       | 3     |  |

## Premiações Individuais
| Premiação          | Nome               |
| ------------------ | ------------------ |
| MVP                | Alejandra Isiordia |
| Maior pontuadora   | Alejandra Isiordia |
| Melhor Ataque      | Melissa Vargas     |
| Melhor Bloqueio    | Melissa Rangel     |
| Melhor Saque       | Daly Santana       |
| Melhor Levantadora | Shiamara Almeida   |
| Melhor Recepção    | Camila Gómez       |
| Melhor Defensora   | Winifer Fernández  |
| Melhor Líbero      | Winifer Fernández  |